# Jan F. Orth
Jan F. Orth (* 16. Mai 1974 in Bochum) ist ein deutscher Richter, Rechtswissenschaftler, Honorarprofessor, Fachbuchautor und Pressesprecher.

## Leben
Nach dem Abitur am Gymnasium der Stadt Frechen studierte Orth von 1994 bis 1999 an der Universität zu Köln Rechtswissenschaften. Im Anschluss an das Referendarexamen vor dem Justizprüfungsamt bei dem OLG Köln im März 1999 war er bis zu seiner Ernennung zum Richter am Lehrstuhl von Jürgen F. Baur als Wissenschaftlicher Mitarbeiter beschäftigt. Nach seinem Referendariat im OLG-Bezirk Köln von Oktober 2000 bis November 2002 legte er vor dem Landesjustizprüfungsamt Nordrhein-Westfalen das Assessorexamen ab. Im April 2003 wurde er zum Richter ernannt und beim Landgericht Köln eingesetzt. Dort wurde Orth im Jahr 2007 zum Richter auf Lebenszeit ernannt. 2008 wurde er bei Jürgen F. Baur mit seiner Arbeit „Vereins- und Verbandsstrafen am Beispiel des Fußballsports“ zum Dr. iur. promoviert. Im Rahmen eines Sabbatical von August 2011 bis Mai 2012 nahm er mit einem Stipendium der University of Texas at Austin als Foreign Judge Fellow an dem LL.M.-Programm der dortigen Law School teil, das er mit dem Abschluss Master of Laws (LL.M.) beendete. In den Jahren 2010 bis 2013 war Orth, unterbrochen durch den Auslandsaufenthalt, Pressesprecher des Landgerichts Köln. Lehraufträge hat er seit 2004 regelmäßig an der Deutschen Sporthochschule in Köln (2004–2008, Sportrecht) im Rahmen des Fußballlehrerlehrgangs des Deutschen Fußball-Bundes (heute ProLizenz bei der DFB-Akademie), an der Johannes Gutenberg-Universität Mainz (2008–2009, Sportrecht) und an der Universität zu Köln (2007–2013, Praxis des Zivilprozessrechts) wahrgenommen.
Seit August 2009 hat Orth an der Universität zu Köln einen regelmäßigen Lehrauftrag für Veranstaltungen im Sportrecht. Seit Oktober 2010 ist er Mitglied des Justizprüfungsamts bei dem OLG Köln. Von März 2013 bis Januar 2016 war Orth an das Ministerium der Justiz des Landes Nordrhein-Westfalen abgeordnet. Nach seiner Rückkehr zum Landgericht Köln ist er seit März 2017 erneut Pressesprecher des Landgerichts. Im April 2016 wurde er zum Vorsitzenden Richter am Landgericht befördert und ihm wurde der Vorsitz der 15. großen Strafkammer des Landgerichts übertragen. Seit 2015 ist Orth Dozent im LL.M.-Studiengang Sportrecht der Universität Bayreuth, seit 2016 gibt er regelmäßig Kurse zum Sportrecht an der deutschen Richterakademie. Seit August 2017 ist er Mitherausgeber und verantwortlicher Redakteur („Schriftleiter“) der im Verlag C. H. Beck erscheinenden Zeitschrift für Sport und Recht. Im Dezember 2017 ernannte ihn die Universität zu Köln zum Honorarprofessor, seit Juni 2018 ist er dort Geschäftsführer der „Forschungsstelle Sportrecht“. Daneben ist Orth auch in juristischen Streitigkeiten als Schiedsrichter tätig und befasst sich mit Softwareentwicklung.
Seit dem 1. Oktober 2023 ist Orth von seinen richterlichen Aufgaben am Landgericht Köln beurlaubt und von der Universität zu Köln zum Vertretungsprofessor in Vollzeit bestellt worden. Er ist am Institut für ausländisches und internationales Strafrecht von Bettina Weißer tätig und bietet Lehrveranstaltungen zum Strafrecht, Strafprozessrecht und Sportrecht an.
Orth lebt mit seinem Ehemann in Köln.

## Engagement
Ausgehend von seiner Tätigkeit als Schiedsrichter im Fußball ist Orth seit 1988 im und für den Fußball-Verband Mittelrhein (FVM) ehrenamtlich aktiv. 17-jährig begann Orth im Verband, zunächst auf Kreisebene, in der Schiedsrichteraus- und -weiterbildung mitzuwirken, was ihn über den Verbandslehrstab und Verbandsschiedsrichterausschuss im Jahr 1998 in das Verbandspräsidium führte, dem er – zuständig für Medien, Kommunikation und Marketing – bis 2012 angehörte. Seit 2010 ist er für den FVM und den Westdeutschen Fußballverband (WDFV) Beisitzer im DFB-Bundesgericht und wurde in dieser Position auf dem DFB-Bundestag 2022 wiedergewählt. Sein ehrenamtliches Engagement im Fußball führte zu zahlreichen Quereinsätzen in unterschiedlichen Bereichen; er engagiert sich u. a. für die Prävention und Sanktionierung sexualisierter Gewalt im Sport. Aufgrund seiner sportrechtlichen Expertise ist Orth außerdem seit September 2015 Mitglied des Schiedsgerichts der Deutschen Eishockey Liga. Seit Oktober 2019 ist er Mitglied im Disciplinary Board der International Ice Hockey Federation. Ehrenamtlich engagiert sich Orth außerdem als Vorsitzender des Vereins zur Förderung des Sportrechts an der Universität zu Köln e.V. und als Vorstandsmitglied der Deutschen Vereinigung für Sportrecht e.V. (DVSR).  Für junge Lesben, Schwule, Bisexuelle, Trans- und Intermenschen (LSBT*I*) setzt er sich als Stifter der Come-Out-Stiftung ein.

## Veröffentlichungen (Auswahl)
- Vereins- und Verbandsstrafen am Beispiel des Fußballsports. Verlag Peter Lang, Berlin u. a. 2009; zugl. Univ. Köln, Diss., 2008.
- Handbuch Sportstrafrecht mit Rainer Cherkeh und Carsten Momsen, München, C.H. Beck, 2021
- Praxishandbuch Vereins- und Verbandsrecht mit Anne Jakob und Martin Stopper, München, C.H. Beck, 2021
- COVID-19 und Sport mit Philipp S.	Fischinger, München, C.H. Beck, 2021